# Danané (departamento)

Danané é uma cidade e departamento da Costa do Marfim, próxima à fronteira com a Guiné e a Libéria, a oeste de Man. Fica na região de Dix-Huit Montagnes.